# 本多康穣
本多 康穣（ほんだ やすしげ）は、近江膳所藩の第14代（最後）の藩主。康俊系本多家宗家14代。子爵。

## 生涯
天保6年（1835年）12月6日、第12代藩主・本多康禎の六男として膳所で生まれる。安政2年（1855年）3月、第13代藩主である兄康融の養子となる。安政3年（1856年）4月7日、兄の隠居により家督を継いだ。
幕末期は京都御所警備、和宮警護、孝明天皇の石清水八幡宮行幸の警護などを務めたが、康穣は幕府に対して長州征討に反対する提言書を出したりしている。元治元年（1864年）の禁門の変では御所の警備を務めた。しかし藩内では尊王派と佐幕派が藩の主導権をめぐって争い、このために第14代将軍・徳川家茂の膳所宿泊が中止になるほどであったが、藩内部でやがて佐幕派が力を盛り返し、尊王派11名を処刑した（膳所城事件・膳所藩十一烈士）。しかしその後、佐幕派であった川瀬太平が尊王派に殺されると尊王派が力を盛り返し、慶応4年（1868年）の戊辰戦争では新政府側に与して伊勢桑名藩攻めに出兵した。
康穣は諸藩に先駆けて版籍奉還を願い出て、明治2年（1869年）6月、版籍奉還により膳所藩知事に任じられる。明治4年（1871年）7月、廃藩置県により知藩事職を免職された。明治17年（1884年）の華族令で子爵に叙せられる。明治35年（1902年）、現神道大教第3代管長に任じられ、従二位に昇叙された。
明治45年（1912年）2月28日に死去した。死因は脳溢血とされる。

## 系譜
父母
- 本多康禎（実父）
- 操姫 ー 島津斉宣の娘（実母）
- 本多康融（養父）

妻
- 酒井鋹子 ー 酒井忠発の娘

養子
- 本多康直 ー 本多忠寛の次男
- 本多康虎 (1864年生) ー 伊達宗徳の次男。子爵、二十銀行監査役。妻・幸子は子爵植村家壺の養妹。長男（庶子）の猶一郎は侍従兼宮内書記官で、岳父に男爵吉川重吉。[1]